# Zosteria lineata
Zosteria lineata là một loài ruồi trong họ Asilidae. Zosteria lineata được Daniels miêu tả năm 1987. Loài này phân bố ở miền Australasia.